# کانتری اصیل ۲
کانتری اصیل ۲: استعداد (به انگلیسی: Pure Country 2: The Gift) یک فیلم موزیکال و وسترن آمریکایی محصول سال ۲۰۱۰ به کارگردانی کریستوفر کین است. این فیلم دنباله‌ای مستقل برای کشور پاک (۱۹۹۲)، دومین قسمت از مجموعه فیلم‌های کشور پاک می‌باشد و هنرمند موسیقی کانتری کاترینا ایلام نقش آفرینی می‌کند. فیلمبرداری بیشتر در نشویل، تنسی در سال ۲۰۰۹ انجام شد و سرانجام در ۱۵ اکتبر ۲۰۱۰ در ایالات متحده نمایش داده شد.